# Clematis buchananiana
Clematis buchananiana är en ranunkelväxtart som beskrevs av Dc.. Clematis buchananiana ingår i släktet klematisar, och familjen ranunkelväxter. Inga underarter finns listade i Catalogue of Life.